# Араптани, Якоб
Якоб Араптани (англ. Jacob Araptany; род. 11 февраля 1994 или 11 февраля 1992, Уганда) — угандийский легкоатлет, специализирующийся в беге на 3000 метров с препятствиями и беге на 1500 метров. Участник Олимпийских игр 2012 и 2016 года. Бронзовый призёр Чемпионата мира по легкой атлетике среди юниоров 2010 года в Монктоне.

## Личные рекорды
| Дисциплина      | Время   | Место      | Дата | Источник |
| --------------- | ------- | ---------- | ---- | -------- |
| 800 метров      | 1:49.95 | Габороне   | 2011 | [ 3 ]    |
| 1500 метров     | 3:36.15 | Кампала    | 2011 | [ 3 ]    |
| 2000 метров с/п | 5:28.48 | Плицхаузен | 2011 | [ 3 ]    |
| 3000 метров с/п | 8:14.48 | Рим        | 2012 | [ 3 ]    |